# Myst V: End of Ages
Myst 5: End of Ages — відеогра жанру графічного квеста, п'ята і остання за рахунком у серії Myst. Розроблено студією Cyan Worlds та видана компанією Ubisoft.

## Ігровий процес
Myst 5: End of Ages — перша гра в серії (не рахуючи серію URU та realMYST), виконана повністю на тривимірному рушію. Попередні ігри серії використовували технологію пререндерного оточення, що дозволяло домогтися гармонійного поєднання чудової 2D-графіки і зручного управління, однак за рахунок цього потерпала інтерактивність та жвавість химерних зовні світів. Розробники з Cyan Worlds поставилися до розробки п'ятої частини з повною серйозністю: вони створили надзвичайно красивий тривимірний світ, зробили його по-справжньому живим і впровадили у гру кілька варіантів керування головним героєм. Переміщатися по світу відтепер стало можливо як з використанням миші, подібно попереднім іграм серії, так і з використанням клавіатури.
Основні нововведення геймплея такі:
- Блокнот — у нього автоматично записуються тексти всіх розмов у грі.
- Сторінки з щоденника Йеши — під час подорожі гравець буде знаходити подібні сторінки (всього їх 12 штук), в яких знайде як підказки, так і важливі повідомлення.
- Фотоапарат — на відміну від Myst 4: Revelation, де фотоапарат використовувався виключно за своїм призначенням, в даній грі він дозволяє лише зберегти гру.
- Книга збережень — дозволяє завантажити збережену за допомогою фотоапарата гру, а також підписати вибране зображення.
- Таблички — за допомогою них відбувається спілкування з загадковими істотами Барро (Bahro). Символи на поверхні табличок малюються за допомогою миші, у грі використовується технологія розпізнавання рукописного введення.
- Відсутність живої гри акторів: замість них використовуються тривимірні моделі з задіяної технологією motion capture.

## Сюжет
Перші кадри ігри дають зрозуміти з досконалою очевидністю: колись славна цивілізація D'ni гине. Атмосфера приреченості і порожнечі панує буквально всюди. Величезна п'ятикілометрова шахта, що зв'язує світ D'ni з поверхнею планети, — вінець могутності стародавнього народу — валиться буквально на очах. Величезні тріщини в підлогах, численні обвали і рідкісні землетрусу — ось чим зустрічає граМандрівника (Stranger) цього разу. Однак, як з'ясовується, далеко не все втрачено...
Сюжет гри розгортається навколо двох основних персонажів: Йеши (Yeesha), яку можна було зустріти в Myst 3: Exile, Myst 4: Revelation і серії URU, і нової дійової особи Ешера (Esher), останнього з хоронителів D'ni, який і повідає гравця про події, що відбуваються. Для того щоб відновити стародавню цивілізацію і дати їй шанс до процвітання, необхідно використовувати таємничий заблокований артефакт, відомий як Скрижаль (Tablet). Використовувати його може тільки одна людина — Сіяч(Grower). Всіма передбачалося, що сіяч є йеша, проте її спроби розблокувати Скрижаль зазнали невдачі. Тому цивілізації D'ni потрібна допомога Мандрівника. Останньому судилося відвідати чотири химерних світу і активувати в них таблички. Таблички є ключами до використання Скрижалі.
В основу ідеї гри, як і в оригінальному Myst, покладено вибір гравця. Роздобувши ключі до Скрижалі, Мандрівник повинен вибрати, яка доля чекає в'яне цивілізацію в майбутньому: повне знищення та забуття чи відродження та процвітання. Посилання на попередні ігри серії, а також постійні душевні терзання головних героїв допоможуть зробити правильний вибір...

## Світи
Переміщення між світами в грі відбувається як за допомогою звичних книг-порталів, так і за допомогою «сполучних сфер», нагадують великі бульбашки з п'єдесталами для кріплення табличок. У грі представлені наступні світи:
- D'ni — підземний світ древньої цивілізації; початок гри.
- Direbo — «вузловий» світ, відкриває доступ до паралельних світів. Це заболочена місцевість з острівцями, пов'язаними між собою за допомогою невисоких мостів.
- Tahgira — колишній світ-тюрма, розташований на кількох айсбергах посеред безмежного океану.
- Noloben — спокійний, тихий піщаний світ з трав'янистим плато. Тут знаходиться будинок Ешера і його лабораторія з вивчення Барро.
- Laki'ahn — великий піщаний острів з численними скелями. Центр видобутку дорогоцінних каменів.
- Todelmer — острів з величезною обсерваторією, в якій представники цивілізації D'ni проводили спостереження за небом.
- Myst — острів Myst з оригінальної гри. Знаходиться в зруйнованому стані.
- Releeshahn — величезний світ, написаний Атрусом для порятунку біженців з D'ni; дослідити цей світ не можна, він просто являє собою нагороду за довгі години проходження гри і всієї серії в цілому.

## Критичні відгуки та рецензії
- Moby Games [Архівовано 26 жовтня 2011 у Wayback Machine.] — на даному сайті можна ознайомитися з деякими критичними відгуками гравців і професійними рецензіями.
- AG.ru [Архівовано 16 серпня 2011 у Wayback Machine.] — рецензія найбільшого в Росії ігрового сайту.
- Ігроманія [Архівовано 18 серпня 2011 у Wayback Machine.] — рецензія журналу «Ігроманія».
- ЛКІ [Архівовано 8 жовтня 2011 у Wayback Machine.] — рецензія журналу «Найкращі комп'ютерні ігри».

## Цитати
1. ↑  Good Old Games — 2008.
2. 1 2 3 4 5 6 7 8 9  Steam — 2003.
3. ↑  Rand Miller. Архів оригіналу за 8 січня 2021. Процитовано 17 березня 2011.